# Sydjysk Universitetscenter
 Denne artikel bør gennemlæses af en person med fagkendskab for at sikre den faglige korrekthed.

Sydjysk Universitetscenter er en tidligere selvstændig højere læreanstalt, der nu er fusioneret med Odense Universitet og Handelshøjskole Syd/Ingeniørhøjskole Syd til Syddansk Universitet. Universitetscentret er selv opstået i 1973 som en fusion mellem forskellige højere uddannelser i Syd -og Sønderjylland beliggende i Sønderborg, Kolding og Esbjerg.
I midten af 1990'erne indledtes overvejelser om fusion af endnu flere uddannelsesinstitutioner i området. Kolding er et stærkt økonomisk center, og har formentlig også ønsket at blive inddraget i dette arbejde.

## Fusionen
I 1997 skriver Odense Universitet i en pressemeddelelse flg.:
Visionen om et nyt, stærkt syddansk universitet er udviklet i et samspil mellem ledelsen af Odense Universitet, Handelshøjskole Syd/Ingeniørhøjskole Syd og Sydjysk Universitetscenter. En beslutning om en fusion mellem Odense Universitet og Sydjysk Universitetscenter kan hermed blive første skridt i et sådant samlet syddansk universitet. Ved Handelshøjskole Syd/Ingeniørhøjskole Syd pågår i øjeblikket interne drøftelser af, hvorvidt man vil indgå i arbejdet med at afprøve visionen.